# Tadeusz Chojko
Tadeusz Chojko ps. „Bolec” (ur. 16 maja 1920 we wsi Głowaczów, zm. 8 października 2007 w Warszawie) – żołnierz Szarych Szeregów, porucznik Armii Krajowej, dowódca III plutonu 2. kompanii batalionu Parasol, powstaniec warszawski.

## Lata młodzieńcze
Wcześnie osierocony przez rodziców, Feliksa i Honoratę z Pawęskich. Od czternastego roku życia był zdany sam na siebie i imał się różnych zajęć. Był m.in. sprzedawcą lodów, pomocnikiem zduna i piekarza. Po przyjeździe do Warszawy dostał się do Junackich Hufców Pracy. Dzięki Hufcom zdobył wykształcenie hotelarskie w Zawodowej Szkole Hotelarskiej oraz odbył przysposobienie wojskowe. W szkole nauczył się trzech języków obcych: francuskiego, angielskiego oraz niemieckiego. Do września 1939 r. pracował w Hotelu Bristol. Marzył o pracy w dyplomacji. Wiosną 1939 r. otrzymał wiadomość z Ministerstwa Spraw Zagranicznych o posadzie w polskiej ambasadzie w Paryżu. Plany wyjazdu pokrzyżował jednak wybuch II wojny światowej.

## II wojna światowa

### Konspiracja
W 1941 roku dostał się do Szarych Szeregów. Należał do Hufca Południe SAD Grup Szturmowych, dowodzonego przez Jana Bytnara Rudego. Działał w dywersji i Małym Sabotażu. Pierwszego sierpnia 1943 r. został przekazany z Hufca Południe do nowo utworzonego oddziału Agat. Był absolwentem tajnej Szkoły Podchorążych Wiarus. W jego mieszkaniu na ul. Żelaznej mieścił się magazyn broni oddziału, a także miały miejsce szkolenia innej tajnej podchorążówki – Agrikoli.
Brał udział w licznych akcjach:
- akcja pod Arsenałem (członek sekcji Butelki, jako jedyny celnym rzutem butelki zapalającej ostatecznie zatrzymał samochód-więźniarkę)
- akcja Wilanów (grupa streifa; akcja likwidująca żandarmerię niemiecką oraz policję granatową)
- akcja Kretschmann (ubezpieczał akcję od ulic Szarej i Śniegockiej oraz informował Żelisława Olecha ps. Rawicz o opuszczeniu domu przez Kretschmanna)
- akcja Płochocin (grupa ataku na nieprzyjaciela i ubezpieczenie; była to akcja bojowa typu minerskiego – wykolejenie pociągu na trasie Poznań-Warszawa z niemieckimi żołnierzami wracającymi z frontu wschodniego)
- akcja Rodewald (ubezpieczenie; podczas akcji omyłkowo zabito Oberstleutnanta policji Erwina Gressera zamiast komendanta Schutzpolizei, Wilhelma Rodewalda)
- akcja Stamm (zespół wykonawczy)
- akcja Hahn (ubezpieczenie; akcja na dowódcę policji bezpieczeństwa, Ludwiga Hahna, który odpowiadał za zbrodnie na Polakach popełnione przez Gestapo; nie doszła do skutku)

Na początku 1944 r. cudem uniknął śmierci, gdy do lokalu Kazimierza Kardasia ps. Orkan, w którym przebywał, wkroczyło Gestapo w poszukiwaniu ukrywającej się tam żydowskiej rodziny. Rodzinę i gospodynię wymordowano. Bolec uderzył i odepchnął funkcjonariusza, po czym uciekł.

### Powstanie warszawskie
Jako dowódca III plutonu 2. kompanii batalionu Parasol brał udział w walkach na Woli, w okolicy placu Kercelego, w obronie cmentarza kalwińskiego oraz w ruinach getta. Czternastego dnia powstania został ciężko raniony odłamkami granatnika w nogę oraz ramię (groziła mu amputacja ręki). 31 sierpnia przedostał się kanałami do Śródmieścia wraz z innymi rannymi. Trafił do szpitala polowego, skąd zabrał go dawny kolega. Przed końcem powstania warszawskiego znów znalazł się w szpitalu, z którego trafił do niemieckiej niewoli, do Stalagu IVB Zeithain.

## Lata powojenne
Po odzyskaniu wolności powrócił do Warszawy, z której musiał wyjechać, gdyż poszukiwało go MBP. W 1945 r. przez Czechosłowację i Austrię dotarł do Włoch. Tam dołączył do 2 Korpusu Polskiego gen. Andersa, do 2 Batalionu Komandosów. Po ponad roku spędzonym na Półwyspie Apenińskim wrócił do Polski, w poszukiwaniu poślubionej w 1942 r. żony Jadwigi. Wraz z nią ponownie wyruszył przez zieloną granicę do Włoch. Po rozformowaniu 2 Korpusu dostał się do Wielkiej Brytanii, a stamtąd do Kanady, gdzie prowadził własną farmę. W Kanadzie działał w organizacjach polonijnych.
Do Polski przyjechał za sprawą artykułu w czasopiśmie „Stolica” o Zdzisławie Bytnar. Dowiedział się z niego, że matka Rudego żyje i pragnął się z nią spotkać. W 1989 r. razem ze Stanisławem Sieradzkim – Świstem z batalionu Zośka, wręczył Matuli Polskich Harcerzy Krzyż Powstania Warszawskiego. Pod koniec lat 90. przeniósł się do Polski i zamieszkał w Warszawie. Pochowany na Powązkach Wojskowych.

## Odznaczenia
- Krzyż Virtuti Militari V klasy
- Krzyż Walecznych
- Krzyż Armii Krajowej
- Warszawski Krzyż Powstańczy